# Universidade Nacional Sun Yat-sen
A Universidade Nacional Sun Yat-sen (NSYSU) é uma universidade de pesquisa localizada em Kaohsiung, Taiwan, e nas Ilhas Pratas, no Mar do Sul da China, situada na costa do Estreito de Taiwan. É composta principalmente por especialistas de think tanks e por numerosos centros de pesquisa, sendo conhecida por seu campus singular, instalado em uma fortaleza natural, e figura entre as melhores universidades marítimas e escolas de negócios do Leste Asiático.
Nomeada em homenagem ao Dr. Sun Yat-sen, a NSYSU foi fundada em 1980.